# Blodsvept
Blodsvept (sw. ‚Blutumhüllt‘) ist das sechste Album der finnischen Metal-Band Finntroll.

## Titelliste
1. Blodsvept – 4:29
2. Ett Folk Förbannat – 3:23
3. När Jättar Marschera – 4:07
4. Mordminnen – 3:24
5. Rösets Kung – 3:15
6. Skövlarens Död – 3:44
7. Skogsdotter – 4:53
8. Häxbrygd – 3:52
9. Två Ormar – 3:17
10. Fanskapsfylld – 2:59
11. Midvinterdraken – 5:37

## Legacy Blodsvept EP
Vor Erscheinen des Albums hatte das Metal-Magazin Legacy eine EP der Band mit zwei Titeln des neuen Albums und vier weiteren Titeln als Beilage in ihrem Magazin.

### Titelliste
1. Blodsvept – 4:30 (vom Album Blodsvept)
2. När Jättar Marschera – 4:08 (vom Album Blodsvept)
3. Nattfödd – 4:57 (Live von Wacken)
4. Det Iskalla Trollblodet – 5:01 (Live von Wacken)
5. Can You Forgive  Her – 4:21 (Pet Shop Boys Cover)
6. Rivfader – 4:03 (Demosong)